# Ришково (Желєзногорський район)
Ришково (рос. Рышково) — село в Желєзногорському районі Курської області Російської Федерації.
Населення становить 334 особи. Входить до складу муніципального утворення Ришковська сільрада.

## Історія
Населений пункт розташований на території українського етнічного та культурного краю Східна Слобожанщина.
Від 2004 року входить до складу муніципального утворення Ришковська сільрада.

## Населення
| 1862 | 1877 | 1883 | 1897  | 1905  | 1979 | 2002 |
| ---- | ---- | ---- | ----- | ----- | ---- | ---- |
| 951  | ↘839 | ↘809 | ↗1109 | ↘1019 | ↘375 | ↘314 |
| 2010 |      |      |       |       |      |      |
| ↗334 |      |      |       |       |      |      |